# 薬師寺泰蔵
薬師寺 泰蔵（やくしじ たいぞう、1944年（昭和19年）8月5日 - ）は、日本の政治学者。専門は、政治学・国際政治理論、とくに科学技術と国際政治の関係。学位は、政治学博士。慶應義塾大学名誉教授。奈良県生まれ。

## 略歴
- 1944年（昭和19年）8月　奈良県に生まれる。
- 父の転勤に伴い、福岡県戸畑市（現・福岡県北九州市戸畑区）、東京都大田区などで育つ。
- 大田区立大森第七中学校、東京都立雪谷高等学校を卒業。
- 1968年（昭和43年）3月　慶應義塾大学工学部電気工学科卒業
- 1970年（昭和45年）3月　東京大学教養学部教養学科卒業
- 1970年（昭和45年）－1972年（昭和47年）　フルブライト奨学生としてミネソタ大学大学院に留学。
- 1972年（昭和47年）－1975年（昭和50年）　マサチューセッツ工科大学大学院政治学科博士課程
- 1977年（昭和52年）4月　埼玉大学大学院政策科学研究科専任講師
- 同年6月　マサチューセッツ工科大学政治学大学院博士課程修了（政治学博士）
- 1979年（昭和54年）9月　埼玉大学大学院政策科学研究科助教授、同大学助教授
- 1984年（昭和59年）9月　カリフォルニア大学バークレー校東アジア研究所・政治学部研究員
- 1987年（昭和62年）5月　埼玉大学大学院政策科学研究科教授、同大学教授
- 1991年（平成3年）4月　慶應義塾大学法学部教授
- 同年7月　ドイツ国際問題研究所、IFRI（パリ）各客員研究員
- 1994年（平成6年）-1996年（平成8年）　慶應義塾大学大学院政策・メディア研究科教授を兼務
- 1997年（平成9年）-2001年（平成13年）　学校法人慶應義塾常任理事
- 2000年（平成12年）　財団法人世界平和研究所研究主幹
- 2003年（平成15年）1月　内閣府総合科学技術会議有識者議員（非常勤）
- 同年4月 - 2009年（平成21年）1月　内閣府総合科学技術会議有識者議員（常勤）
- 2010年（平成22年）3月　慶應義塾大学を定年退職
- 同年　慶應義塾大学名誉教授
- その他、経済企画庁経済研究所、国際大学グローバルコミュニケーション・センターなどで客員研究員、慶應義塾大学客員教授、政策研究大学院大学客員教授、公益財団法人世界平和研究所理事研究顧問（非常勤）などを務めた。

## 著書

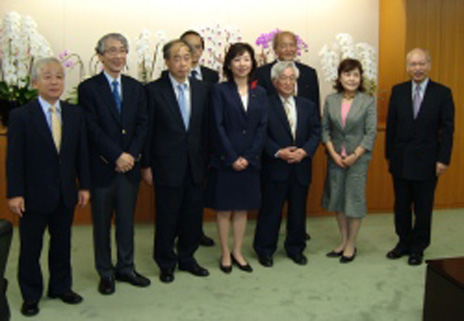
2008年10月10日、日本学術振興会理事小林誠（前列左から3人目）、京都産業大学理学部教授益川敏英（前列右から3人目）、内閣府特命担当大臣（科学技術政策担当）野田聖子（前列中央）、内閣府総合科学技術会議議員相澤益男（前列右端）、奥村直樹（前列左端）、郷通子（前列右から2人目）らと

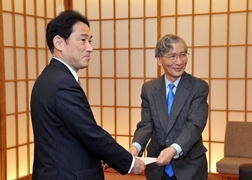
2014年6月26日、外務大臣岸田文雄（左）と

### 単著
- 『政治家vs官僚――サプライサイド政治学の提唱』（東洋経済新報社, 1987年）
- 『テクノヘゲモニー――国は技術で興り、滅びる』（中央公論社［中公新書］, 1989年）
- 『公共政策』（東京大学出版会, 1989年）
- 『テクノデタント—―技術で国が滅びるまえに』（PHP研究所, 1991年）
- 『「無意識の意思」の国アメリカ――なぜ大国は甦るのか』（日本放送出版協会, 1996年）
- 『国家の勢い――技術の「坂の上の雲」モデル』、NTT出版、2011

### 共著
- （榊原英資）『社会科学における理論と現実――実証分析における一つの試論』（日本経済新聞社, 1981年）
- （桜井真・竹中平蔵・小林良彰）『日本経済「知」の処方箋――新ソフトノミックスの時代』（TBSブリタニカ, 1987年）
- Beyond Interdependence: the Meshing of the World's Economy and the Earth's Ecology, with Jim MacNeill and Pieter Winsemius, (Oxford University Press, 1991).（日米欧委員会日本委員会訳『持続可能な成長の政治経済学――エコノミーとエコロジーの統合』ダイヤモンド社, 1991年）
- （添谷芳秀・吉野直行・田村次朗・田中俊郎）『成熟時代の日米論争』（慶應義塾大学出版会, 1996年）

### 編著
- 『アジアの環境文化』（慶應義塾大学出版会, 1999年）
- 『グローバル・セキュリティ入門』（慶應義塾大学出版会, 2005年）

### 共編著
- （山本吉宣・山影進）『国際関係論のフロンティア（4）国際関係理論の新展開』（東京大学出版会, 1984年）
- （内山秀夫）『グローバル・デモクラシーの政治世界――変貌する民主主義のかたち』（有信堂高文社, 1997年）
- （猪口孝・田中明彦・恒川惠市・山内昌之）『国際政治事典』（弘文堂, 2005年）

### 訳書
- ユージン・B・スコルニコフ『国際政治と科学技術』（NTT出版, 1995年）